# 薩伊 (貨幣)
薩伊（Zaïre）是1967年至1997年期間剛果民主共和國及前身薩伊共和國使用的貨幣。在1967年取代剛果法郎，當時1薩伊=1000法郎。1993年，薩伊修改幣值，1新薩伊=3,000,000舊薩伊。1997年，薩伊再次被剛果法郎取代。1剛果法郎＝100,000新薩伊。1980年代後期，由於濫發紙幣，薩伊出現嚴重通貨膨脹。